# Grande Prêmio da China de 2010
O Grande Prémio da China de 2010 foi a quarta corrida da temporada de 2010 da Fórmula 1.

## Classificação

### Treino oficial
| Pos | Nº | Piloto             | Construtor           | Parte 1  | Parte 2  | Parte 3  | Grid |
| --- | -- | ------------------ | -------------------- | -------- | -------- | -------- | ---- |
| 1   | 5  | Sebastian Vettel   | Red Bull-Renault     | 1:36.317 | 1:35.280 | 1:34.558 | 1    |
| 2   | 6  | Mark Webber        | Red Bull-Renault     | 1:35.978 | 1:35.100 | 1:34.806 | 2    |
| 3   | 8  | Fernando Alonso    | Ferrari              | 1:35.987 | 1:35.235 | 1:34.913 | 3    |
| 4   | 4  | Nico Rosberg       | Mercedes             | 1:35.952 | 1:35.134 | 1:34.923 | 4    |
| 5   | 1  | Jenson Button      | McLaren-Mercedes     | 1:36.122 | 1:35.443 | 1:34.979 | 5    |
| 6   | 2  | Lewis Hamilton     | McLaren-Mercedes     | 1:35.641 | 1:34.928 | 1:35.034 | 6    |
| 7   | 7  | Felipe Massa       | Ferrari              | 1:36.076 | 1:35.290 | 1:35.180 | 7    |
| 8   | 11 | Robert Kubica      | Renault              | 1:36.348 | 1:35.550 | 1:35.364 | 8    |
| 9   | 3  | Michael Schumacher | Mercedes             | 1:36.484 | 1:35.715 | 1:35.646 | 9    |
| 10  | 14 | Adrian Sutil       | Force India-Mercedes | 1:36.671 | 1:35.665 | 1:35.963 | 10   |
| 11  | 9  | Rubens Barrichello | Williams-Cosworth    | 1:36.664 | 1:35.748 |          | 11   |
| 12  | 17 | Jaime Alguersuari  | Toro Rosso-Ferrari   | 1:36.618 | 1:36.047 |          | 12   |
| 13  | 16 | Sébastien Buemi    | Toro Rosso-Ferrari   | 1:36.793 | 1:36.149 |          | 13   |
| 14  | 12 | Vitaly Petrov      | Renault              | 1:37.031 | 1:36.311 |          | 14   |
| 15  | 23 | Kamui Kobayashi    | BMW Sauber-Ferrari   | 1:37.044 | 1:36.422 |          | 15   |
| 16  | 10 | Nico Hülkenberg    | Williams-Cosworth    | 1:37.049 | 1:36.647 |          | 16   |
| 17  | 22 | Pedro de la Rosa   | BMW Sauber-Ferrari   | 1:37.050 | 1:37.020 |          | 17   |
| 18  | 15 | Vitantonio Liuzzi  | Force India-Mercedes | 1:37.161 |          |          | 18   |
| 19  | 24 | Timo Glock         | Virgin-Cosworth      | 1:39.278 |          |          | 19   |
| 20  | 18 | Jarno Trulli       | Lotus-Cosworth       | 1:39.399 |          |          | 20   |
| 21  | 19 | Heikki Kovalainen  | Lotus-Cosworth       | 1:39.520 |          |          | 21   |
| 22  | 25 | Lucas di Grassi    | Virgin-Cosworth      | 1:39.783 |          |          | 22   |
| 23  | 21 | Bruno Senna        | HRT-Cosworth         | 1:40.469 |          |          | 23   |
| 24  | 20 | Karun Chandhok     | HRT-Cosworth         | 1:40.578 |          |          | 241  |

1.↑  - Karun Chandhok recebeu uma punição de cinco lugares no grid após a equipe quebrar o selo da caixa de câmbio.

### Corrida
| Pos | Nº | Piloto             | Construtor           | Voltas | Tempo/Aban.        | Grid | Pontos |
| --- | -- | ------------------ | -------------------- | ------ | ------------------ | ---- | ------ |
| 1   | 1  | Jenson Button      | McLaren-Mercedes     | 56     | 1:46:42.163        | 5    | 25     |
| 2   | 2  | Lewis Hamilton     | McLaren-Mercedes     | 56     | +1.530             | 6    | 18     |
| 3   | 4  | Nico Rosberg       | Mercedes             | 56     | +9.484             | 4    | 15     |
| 4   | 8  | Fernando Alonso    | Ferrari              | 56     | +11.869            | 3    | 12     |
| 5   | 11 | Robert Kubica      | Renault              | 56     | +22.213            | 8    | 10     |
| 6   | 5  | Sebastian Vettel   | Red Bull-Renault     | 56     | +33.310            | 1    | 8      |
| 7   | 12 | Vitaly Petrov      | Renault              | 56     | +47.600            | 14   | 6      |
| 8   | 6  | Mark Webber        | Red Bull-Renault     | 56     | +52.172            | 2    | 4      |
| 9   | 7  | Felipe Massa       | Ferrari              | 56     | +57.796            | 7    | 2      |
| 10  | 3  | Michael Schumacher | Mercedes             | 56     | +1:01.749          | 9    | 1      |
| 11  | 14 | Adrian Sutil       | Force India-Mercedes | 56     | +1:02.874          | 10   |        |
| 12  | 9  | Rubens Barrichello | Williams-Cosworth    | 56     | +1:03.665          | 11   |        |
| 13  | 17 | Jaime Alguersuari  | Toro Rosso-Ferrari   | 56     | +1:11.416          | 12   |        |
| 14  | 19 | Heikki Kovalainen  | Lotus-Cosworth       | 55     | +1 volta           | 21   |        |
| 15  | 10 | Nico Hülkenberg    | Williams-Cosworth    | 55     | +1 voltas          | 16   |        |
| 16  | 21 | Bruno Senna        | HRT-Cosworth         | 54     | +2 voltas          | 23   |        |
| 17  | 20 | Karun Chandhok     | HRT-Cosworth         | 52     | +4 voltas          | 24   |        |
| Ret | 18 | Jarno Trulli       | Lotus-Cosworth       | 21     | Sistema Hidráulico | 20   |        |
| Ret | 25 | Lucas di Grassi    | Virgin-Cosworth      | 9      | Embreagem          | 22   |        |
| Ret | 22 | Pedro de la Rosa   | BMW Sauber-Ferrari   | 8      | Motor              | 17   |        |
| Ret | 16 | Sébastien Buemi    | Toro Rosso-Ferrari   | 0      | Acidente           | 13   |        |
| Ret | 23 | Kamui Kobayashi    | BMW Sauber-Ferrari   | 0      | Acidente           | 15   |        |
| Ret | 15 | Vitantonio Liuzzi  | Force India-Mercedes | 0      | Acidente           | 18   |        |
| NP  | 24 | Timo Glock         | Virgin-Cosworth      | 0      | Motor              | 19   |        |

## Tabela do campeonato após a corrida
Observe que somente as seis primeiras posições estão incluídas na tabela.
| Pos | Var     | Piloto           | Pontos |
| --- | ------- | ---------------- | ------ |
| 1   | Aumento | Jenson Button    | 60     |
| 2   | Aumento | Nico Rosberg     | 50     |
| 3   | Baixa   | Fernando Alonso  | 49     |
| 4   | Aumento | Lewis Hamilton   | 49     |
| 5   | Baixa   | Sebastian Vettel | 45     |

| Pos | Var     | Construtor       | Pontos |
| --- | ------- | ---------------- | ------ |
| 1   | Aumento | McLaren-Mercedes | 109    |
| 2   | Baixa   | Ferrari          | 90     |
| 3   | Estável | Red Bull-Renault | 73     |
| 4   | Estável | Mercedes         | 60     |
| 5   | Estável | Renault          | 46     |